# Terceira Guerra Civil da República Romana
A Terceira Guerra Civil da República Romana, conhecida também como a Guerra Civil dos Libertadores, foi iniciada pelo Segundo Triunvirato para vingar o assassinato de Júlio César. A guerra foi travada pelas forças de Marco Antônio e Otaviano (os membros do segundo triunvirato), contra as forças dos assassinos de César, Marco Júnio Bruto e Caio Cássio Longino em 42 a.C.

## Movimentos dos triúnviros
Em Roma, os três principais líderes cesarianos (Antônio, Otaviano e Lépido), que controlavam quase todo o exército romano no oeste, haviam esmagado a oposição do senado e estabeleceram o segundo triunvirato. Uma de suas primeiras tarefas foi destruir as forças dos liberatores, não só para obter o controle total do mundo romano, mas também, para vingar a morte de Júlio César. Os triúnviros decidiram deixar Lépido na Itália, enquanto os dois principais membros se deslocaram para o norte da Grécia com suas melhores tropas, um total de 28 legiões. 

## Movimentos dosliberatores
Após o assassinato de Júlio César, Bruto e Cássio (os dois principais conspiradores, conhecidos como liberatores), haviam deixado a Itália e assumiram o controle de todas as províncias orientais (da Grécia, Macedônia à Síria), e dos reinos orientais aliados. 
Bruto, depois de segurar sua situação na Macedônia, voltou para a Ásia, onde alistou um grande exército e uma frota na Bitínia e em Cízico. Cássio pretendia atacar o Egito ptolemaico quando soube que Cleópatra havia se aliado a Otaviano e Marco Antônio com sua grande frota, mas foi chamado por Bruto para a Ásia e desistiu do plano. Na Síria, Cássio deixou seu irmão com as forças na Síria e atacou Ariobarzanes III da Capadócia de surpresa, capturando dinheiro e provisões. Depois da partida de Cássio, que havia assumido o posto de governador romano da Síria, uma revolta irrompeu em Jerusalém. Félix, deixado à frente das legiões, atacou Fasael, irmão de Herodes, por ter matado um aliado dos romanos. Mesmo sem contar com a ajuda do irmão, que estava doente, Fasael conseguiu resistir e forçou um acordo. Depois de firmada a paz, Fasael se indispôs com Hircano, a quem ele considerava aliado, mas que, apesar disto, havia ajudado Félix e seis aliados a tomarem algumas cidadelas.
Bruto e Cássio se encontraram em Esmirna e ficaram muito felizes e confidentes com sua sorte, pois haviam fugido da Itália sem armas e sem dinheiro e naquele momento já contavam com uma frota e um exército. Quase todos aliados de Roma na Ásia se alinharam com os liberatores, com exceção de Ariobarzanes, Rodes e a Liga Lícia, que, contudo, também não os atacaram. Bruto pretendia atacar a Macedônia, mas a estratégia que prevaleceu foi de Cássio: atacar os que favoreciam os triúnviros. Enquanto isto, Sexto Pompeu, filho de Pompeu, controlava a Sicília. Apesar do conselho de seus amigos, Cássio entregou um terço de suas posses a Bruto para que ele preparasse uma frota. No Egito, Cleópatra conseguiu, com ajuda de Públio Cornélio Dolabela, que o filho que ela disse que teve com Júlio César, Ptolemeu XV, fosse coroado rei do Egito.
Náucrates, um orador da Lícia, tentou revoltar as cidades da Liga, mas Bruto esmagou rapidamente os rebeldes, recapturando as cidades. Ele as tratou com clemência, mas seus esforços foram desprezados pela população local. Entre as cidades capturadas por ele estão Xanto e o porto de Patara, ambas tratadas com generosidade. Bruto então escreveu para Rodes contando que havia dominado a revolta da Lícia e que Rodes deveria escolher se queria ser tratada como Xanto ou Patara. A resposta foi que Rodes preferia ficar neutra no conflito. Furioso, Cássio avisou a Rodes que eles haviam rompido o acordo e que seriam atacados. Os rodenses Alexandre e Mnáseas lembraram o povo de Rodes que a ilha já havia resistido a Mitrídates VI do Ponto e, antes deste, a Demétrio I da Macedônia, com frotas bem maiores que a de Bruto e Cássio. Os dois são então nomeados para liderar as forças rodenses. Alexandre e Mnáseas atacaram os romanos em Mindo, mas perderam dois navios e retornaram a Rodes com o resto da frota bastante avariada. Cássio revidou por terra e mar e conseguiu capturar Rodes. Ele foi chamado de rei e tirano, mas ele negou afirmando ser um matador e vingador contra reis e tiranos. Depois de julgar os habitantes, Cássio ordena que a ilha seja pilhada, deixando os habitantes apenas com suas vidas. Lúcio Varo é deixado como governador.
Depois da vitória, Cássio ordenou a execução de Ariobarzanes. Bruto ordenou o mesmo destino a Teodoro, o assassino de Pompeu. Os dois se reencontraram em Sárdis e decidiram enviar Tito Labieno, o Jovem, filho de Tito Labieno, em uma embaixada ao Império Parta para conseguir ajuda do rei Orodes II da Pártia, sem sucesso. 

## Batalha de Filipos

### Prelúdio
Em 42 a.C., Caio Norbano Flaco e Lúcio Decídio Saxa, foram enviados com oito fortes legiões para a Macedônia e, nas imediações de Filipos, avançaram sobre as de Bruto e Cássio. Como estavam em menor número, Norbano e Saxa ocupavam uma posição perto da cidade que impediu que os republicanos continuassem seu avanço. Por uma artimanha de Bruto e Cássio, Norbano teve que deixar a posição, mas ele descobriu-a em tempo para recuperar sua posição dominante. Quando Bruto e Cássio conseguiram flanqueá-los, Norbano e Saxa recuaram para Anfípolis. Quando Marco Antônio e a maioria das tropas chegaram (sem Otaviano, que não desembarcou em Dirráquio por motivos de saúde), eles encontraram Anfípolis bem guardada; Norbano foi deixado no comando da cidade.
Cássio e Bruto conseguiram reunir 80 000 soldados. Bruto contava com 4 000 cavaleiros da Gália e Lusitânia e 2 000 da Trácia, Ilíria, Pártia e Tessália. Cássio, com 2 000 cavaleiros da Hispânia e Gália e 4 000 arqueiros montados da Arábia, Média e Pártia. Os reis aliados e os tetrarcas da Galácia enviaram 5 000 cavaleiros além de soldados de infantaria. O número de soldados era equivalente, mas os liberatores, com 20 000 cavaleiros, tinham vantagem clara no número de cavaleiros contra os 13 000 dos triúnviros.
Cássio não quis atacar de imediato os inimigos, pois suas forças recebiam provisões da Ásia e as dos triúnviros não tinham recursos, já que o Egito estava passando por uma fome e Sexto Pompeu não deixava que nada viesse da Hispânia ou da África.

### Primeira batalha

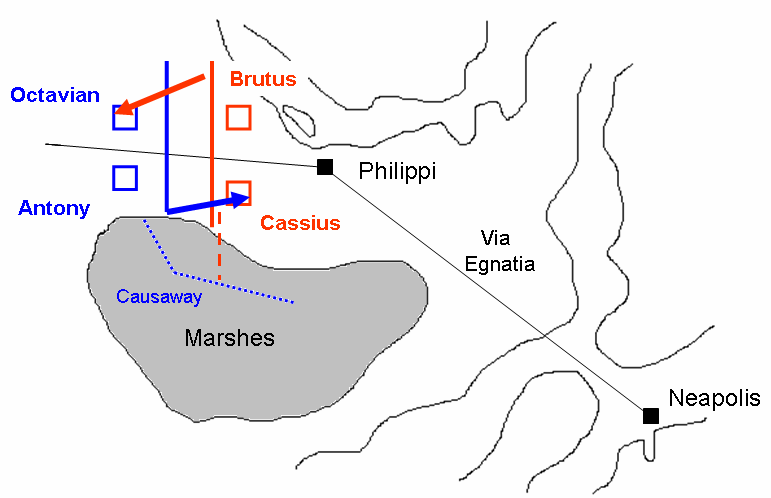
Primeira batalha de Filipos.

A Batalha de Filipos constituiu de dois engajamentos na planície a oeste da antiga cidade de Filipos. O primeiro ocorreu na primeira semana de outubro, quando Bruto enfrentou Otaviano e as forças de Antônio lutaram contra as de Cássio. No primeiro instante, Bruto atrasou Otaviano e conseguiu invadir o acampamento de suas legiões. Mais ao sul, Antônio derrotou as forças de Cássio. Depois de receber um falso relatório sobre um suposto fracasso de Bruto, Cássio se matou. Bruto reuniu as tropas remanescentes de ambos os lados e ordenou uma retirada com o que conseguiu capturar de Otaviano. O resultado foi essencialmente um empate, marcado principalmente pelo suicídio de Cássio.
No mesmo dia da batalha, um exército com duas legiões que vinha para reforçar os triúnviros sob o comando de Cneu Domício Calvino foi derrotado pelos almirantes Lúcio Estaio Murco e Cneu Domício Enobarbo no Mar Jônio, mas Bruto só soube da vitória 20 dias depois. Com a morte de Cássio, vários generais desertaram para o lado de Otaviano e Marco Antônio e, temendo uma revolta geral, Bruto decidiu jogar toda sua sorte em outra batalha.

### Segunda batalha

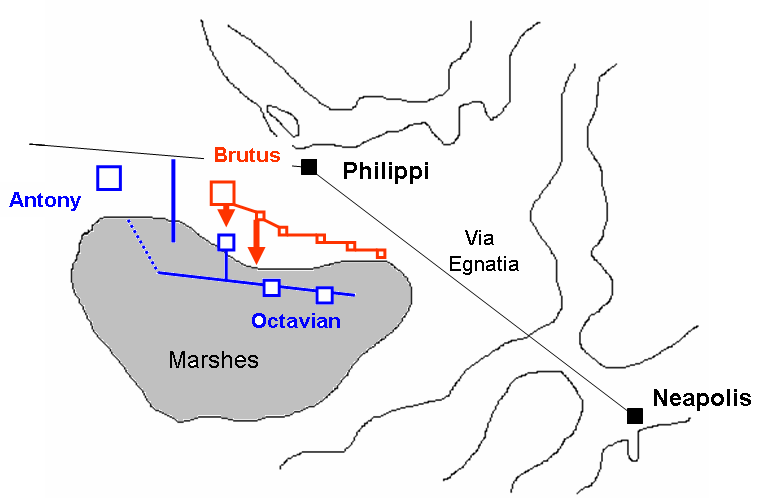
Segunda batalha de Filipos.

Esta segunda batalha ocorreu em 23 de outubro, um combate entre dois exércitos veteranos e bem-treinados. Ignorando o uso de flechas ou dardos, os soldados, perfilados em fileiras sólidas, lutaram corpo-a-corpo com suas espadas e o massacre foi terrível. No final, o ataque de Bruto foi repelido e seus soldados dispersaram na confusão depois que suas fileiras foram quebradas. Os soldados de Otaviano conseguiram capturar os portões do acampamento de Bruto, impedindo-o de se reorganizar, o que levou a uma vitória total. Bruto ainda conseguiu recuar para as montanhas próximas com o equivalente a apenas quatro legiões, mas, percebendo que a rendição e a captura eram inevitáveis, preferiu se matar no dia seguinte.

## Resultado
Muitos jovens aristocratas romanos perderam a vida na batalha ou se suicidaram após a derrota, incluindo Bruto, Hortênsio, um grande orador, Marco Pórcio Catão (filho de Catão, o Jovem) e Marco Lívio Druso Cláudio (o pai de Lívia Drusa, que se tornou mulher de Otaviano). Pórcia Catão, mulher de Bruto, também se matou ao engolir um carvão em brasa depois de receber a notícia da derrota. Alguns dos nobres que estavam a favor de Bruto, conseguiram escapar e negociaram sua rendição a Antônio e se uniram a ele (entre eles Marco Calpúrnio Bíbulo e Marco Valério Messala Corvino). Aparentemente, os nobres não queriam lidar com o jovem e impiedoso Otaviano, que enviou a cabeça de Bruto a Roma, para ser colocada sob a estátua de Júlio César, porém uma tempestade atingiu o navio e ela se perdeu no mar.
Marco Antônio permaneceu no Oriente, enquanto Otaviano voltou para a Itália, com a difícil tarefa de encontrar terras para alojar um grande número de veteranos. Apesar do fato de Sexto Pompeu controlar a Sicília e de Cneu Domício Enobarbo comandar a frota naval republicana, a resistência republicana havia sido esmagada em Filipos. Os últimos aliados de Bruto e Cássio juntaram suas forças às de Sexto Pompeu, que dobrou seu exército.